# 松野博一
松野博一（日语：／ Matsuno Hirokazu，1962年9月13日—），日本自由民主黨籍政治人物，出生於千葉縣木更津市，曾任內閣官房長官（第85、86代），從2000年至今連續當選6屆眾議院議員。在自民黨內屬於清和政策研究會（安倍派）。
歷任文部科学副大臣（福田康夫改造內閣、麻生內閣）、厚生勞動大臣政務官（第1次安倍內閣）、自民黨千葉縣連會長等職位。

## 荣誉

### 外国勋章奖章
- 民事功绩大十字勋章（西班牙语：Orden del Mérito Civil (España)）（西班牙，2017年3月31日批准[1]）：西班牙国王费利佩六世于2017年4月4日至7日对日本进行国事访问。

## 爭議
2023年12月，自民黨「安倍派」被指不當處理政治獻金，而松野博一被指於近5年內接受了總計超過1000萬日元的回扣，沒有寫入政治獻金的收支報告。12月14日，松野博一向首相岸田文雄請辭內閣職務。

## 外部連結
- 官方網站 （页面存档备份，存于）
- Facebook （页面存档备份，存于）

| 官衔                       | 官衔                                            | 官衔                   |
| -------------------------- | ----------------------------------------------- | ---------------------- |
| 前任： 松浪健四郎 池坊保子 | 文部科學副大臣 2008年—2009年                    | 繼任： 中川正春 鈴木寬 |
| 前任： 西川京子 岡田廣     | 厚生勞動大臣政務官 與菅原一秀一起 2006年—2007年 | 繼任： 松浪健太 伊藤涉 |
| 議會席位                   |                                                 |                        |
| 前任： 川内博史            | 眾議院文部科學委員長 2012年—2013年              | 繼任： 小淵優子        |